# Estação Edgar Quinet
Edgar Quinet é uma estação da linha 6 do Metrô de Paris, localizada no 14.º arrondissement de Paris.

## Localização
A estação está situada no boulevard Edgar-Quinet, ao nível da rue de la Gaîté, da rue d'Odessa, da rue du Montparnasse e da rue Delambre.

## História
A estação foi inaugurada em 1906.

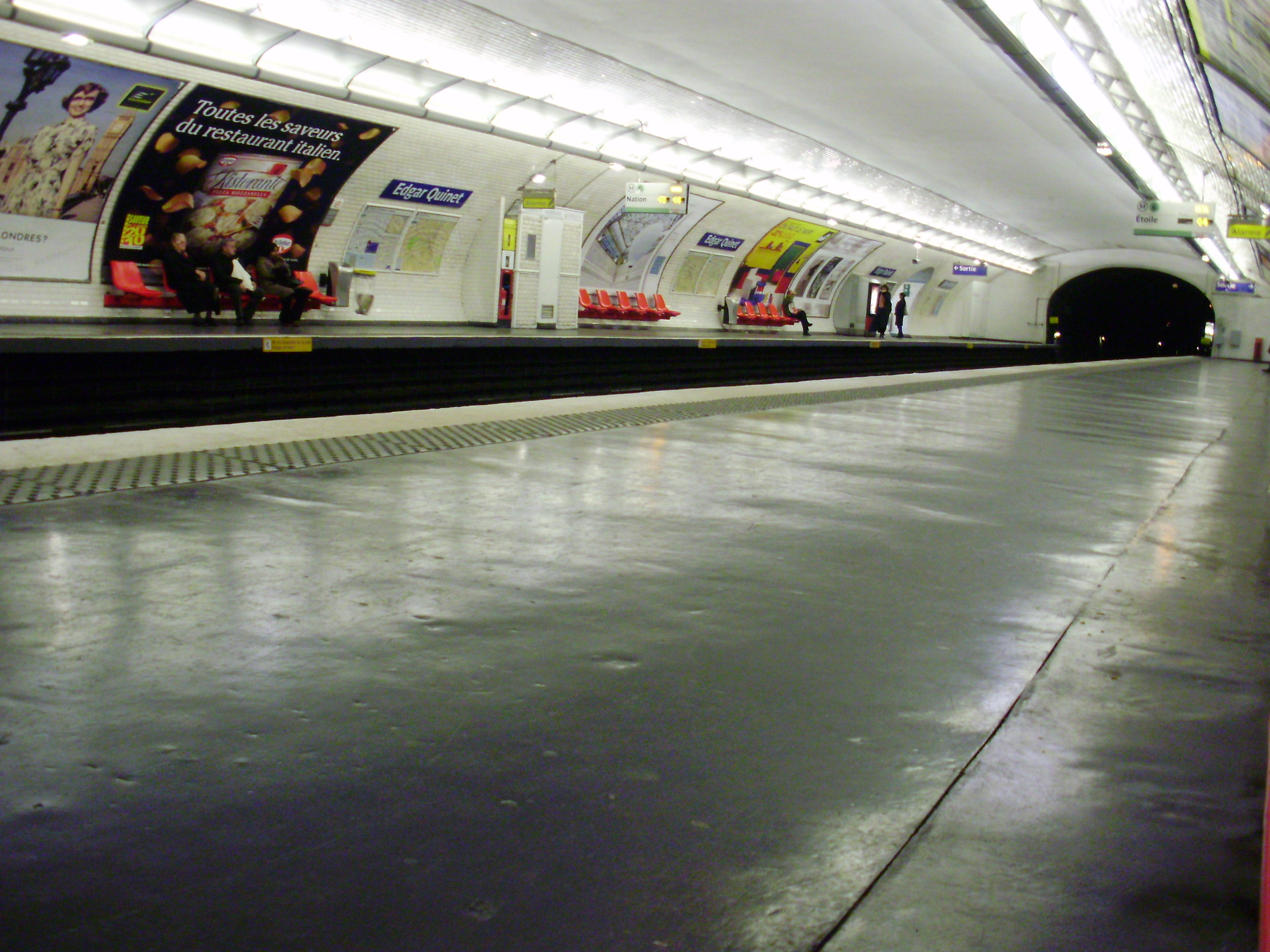
Plataforma da estação.
Vista em direção a Charles de Gaulle - Étoile.

Ela leva o nome do boulevard Edgar-Quinet que presta homenagem ao historiador Edgar Quinet (1803-1875). Ele trabalhou sobre a Alemanha e o cristianismo, visto por um ateu em Génie des Religions. Seus cursos no Collège de France foram suspensos por Guizot em 1846. Eleito deputado em 1848, ele foi banido em 1851. De volta à França, ele foi novamente eleito deputado em 1871. Ele publicou Les Révolutions d'Italie em 1852 e L'Esprit nouveau em 1874.
A estação foi renovada no quadro do programa "Renouveau du métro". Nas plataformas, esta modernização concerniu apenas a iluminação, o restante dos componentes e o mobiliário permaneceram inalterados.
Em 2011, 2 224 650 passageiros entraram nesta estação. Ela viu entrar 2 241 317 passageiros em 2013, o que a coloca na 236ª posição das estações de metrô por sua frequência em 302.

## Serviços aos Passageiros

### Acesso
A estação tem um acesso único localizado em um terrapleno a direita do n° 11 do boulevard Edgar-Quinet.

### Plataformas
Edgar Quinet é uma estação de configuração padrão: ela tem duas plataformas laterais separadas pelas vias do metrô e a abóbada é elíptica. A decoração é do estilo usada pela maioria das estações do metrô: as faixas de luz são brancas e arredondadas no estilo "Gaudin" da renovação do metrô da década de 2000, e as telhas em cerâmica brancas biseladas recobrem os pés-direitos e os tímpanos. A abóbada é revestida e pintada em branco. Os quadros publicitários são metálicos e o nome da estação está listado na fonte Parisine em placas esmaltadas. Os assentos são do estilo "Motte" de cor vermelha.

### Intermodalidade
A estação não tem correspondência com a rede de ônibus RATP.

## Pontos turísticos
- Quartier du Montparnasse
- Cemitério do Montparnasse